# 小木阿蘇神社
小木阿蘇神社（おぎあそじんじゃ）は、熊本県熊本市南区城南町に鎮座する神社である。旧社格は郷社。

## 由緒
1339年（延元4年）、肥後国守護菊池武光により勧請、という説と、1340年（興国元年）に菊池武光の子武政が勧請したという説がある。菊池家代々の篤い崇拝を受けた。
小木大明神 あるいは 小木宮 と称し、豊田庄の鎮守として氏子の崇敬を集め、広大な社領50町歩を有した。1868年（明治元年）に小木阿蘇神社と改称。1882年（明治15年）、郷社に列した。

## 御祭神
- 一宮 - 阿蘇大神（健磐龍命）
- 二宮 - 八幡大神（応神天皇）
- 三宮 - 甲佐大神（八井耳玉命）

## 例祭日
- 10月19日

## 境内

### 天然記念物（城南町指定）
- 小木阿蘇神社の楠 - 推定樹齢約400年。高さ約26メートル、根回り約9メートルの巨木。

## 関連事項
- 菊池氏